# Genomgripande störning i utvecklingen
Genomgripande störningar i utvecklingen var föregångaren till Autismspektrumtillstånd. I ICD-10 samlade denna kategori ett antal neuropsykiatriska funktionsnedsättningar med gemensamma begränsningar inom de tre områdena social interaktion, kommunikation och föreställningsförmåga. 
Genomgripande störningar i utvecklingen innefattar enligt diagnosmanualen DSM-IV-TR fem diagnoser:  autism, desintegrativ störning i barndomen, Retts syndrom, Aspergers syndrom och genomgripande störning i utvecklingen UNS. 
Någon exakt siffra över hur många som har en genomgripande störning i utvecklingen finns inte, men det uppskattas vara sex till tio barn på tusen, vilket är detsamma som 0,6-1% av befolkningen.

## Enligt DSM-IV
I Diagnostisk och statistisk manual för psykiska störningar (DSM-IV) för 1994 fastställs fem djupa utvecklingsmässiga störningar:
- 299,00: Autism
- 299,10: Desintegrativ störning i barndomen
- 299,80: Retts syndrom
- 299,80: Aspergers syndrom
- 299,80: Genomgripande störning i utvecklingen UNS

## Enligt ICD-10
I den internationella klassificering av sjukdomar och hälsoproblem (ICD-10) från 1992 är utvecklingen av djupgående störningar i åtta kategorier: 
- F84.0: Autism i barndomen - (Kanner, autism, Kanners syndrom. Autism Diagnos kan ställas före 18 månaders ålder)
- F84.1: Atypisk autism (UNS)
- F84.2: Retts syndrom
- F84.3: Annan desintegrativ störning i barndomen
- F84.4: Överaktivitetssyndrom förenat med psykisk utvecklingsstörning och stereotypa rörelser.
- F84.5: Aspergers syndrom
- F84.8: Andra specificerade genomgripande utvecklingsstörningar
- F84.9: Ospecificerad störning av psykisk utveckling

Alla stora utvecklingsmässiga störningar har några symtom gemensamma: 
Kliniskt betydelsefulla nedsättningar i adaptiva funktioner, vanligast är med Kommunikation från Primär ADL,  samt:
- Svårigheter att använda och förstå språket
- Svårigheter i relationen med andra människor
- Svårigheter med förändringar i miljön och det dagliga flödet
- Repetitiva kroppsrörelser och andra stereotypa beteenden